# Каптіва (Флорида)
Каптіва (англ. Captiva) — переписна місцевість (CDP) в США, в окрузі Лі штату Флорида. Населення — 318 осіб (2020).

## Географія
Каптіва розташована за координатами 26°29′19″ пн. ш. 82°11′0″ зх. д. / 26.48861° пн. ш. 82.18333° зх. д. (26.488475, -82.183437).  За даними Бюро перепису населення США в 2010 році переписна місцевість мала площу 27,03 км², з яких 3,08 км² — суходіл та 23,95 км² — водойми. В 2017 році площа становила 4,26 км², з яких 3,06 км² — суходіл та 1,20 км² — водойми.

## Демографія
Згідно з переписом 2010 року, у переписній місцевості мешкали 583 особи в 293 домогосподарствах у складі 137 родин. Густота населення становила 22 особи/км².  Було 1446 помешкань (53/км²).
Расовий склад населення:
| - 78,0 % — білих - 20,1 % — чорних або афроамериканців - 1,0 % — азіатів |

До двох чи більше рас належало 0,9 %. Частка іспаномовних становила 3,6 % від усіх жителів.
За віковим діапазоном населення розподілялося таким чином: 3,6 % — особи молодші 18 років, 61,4 % — особи у віці 18—64 років, 35,0 % — особи у віці 65 років та старші. Медіана віку мешканця становила 57,5 року. На 100 осіб жіночої статі у переписній місцевості припадало 92,4 чоловіків;  на 100 жінок у віці від 18 років та старших — 93,8 чоловіків також старших 18 років.
За межею бідності перебувало 63,8 % осіб, у тому числі 100,0 % дітей у віці до 18 років та 0,0 % осіб у віці 65 років та старших.
Цивільне працевлаштоване населення становило 89 осіб. Основні галузі зайнятості: освіта, охорона здоров'я та соціальна допомога — 28,1 %, мистецтво, розваги та відпочинок — 22,5 %, роздрібна торгівля — 19,1 %.